# Francis Obikwelu
Francis Obirah Obikwelu GOIH (Onitsha, Nigéria, 22 de novembro de 1978) é um atleta nascido na Nigéria, naturalizado português em outubro de 2001 especializado nos 100 e 200 metros. É o recordista nacional dos 100 metros e 200 metros com 9.86 segundos e 20.01 segundos, respectivamente. Os 9.86 segundos aos 100 metros também constituíram o Recorde da Europa até à final dos Jogos Olímpicos de 2020, em que o italiano Marcell Jacobs conquistou o ouro com a marca de 9.80 segundos. Nos Jogos Olímpicos de Atenas em 2004, arrecadou a medalha de prata, sendo o primeiro velocista Português a ganhar uma medalha a nível internacional. A nível europeu, sagrou-se campeão dos 100 metros em Munique 2002 e Gotemburgo 2006. Em 2006 foi eleito o Atleta Europeu do ano pela Associação Europeia de Atletismo. A 27 de Maio de 2015, foi feito Grande-Oficial da Ordem do Infante D. Henrique.
Obikwelu radicou-se em Portugal com 16 anos, depois de aí participar no Campeonato Mundial Júnior de Atletismo de 1994. Depois de ser rejeitado pelo Benfica e pelo Sporting, Francis foi trabalhar para a construção civil no Algarve. Decidiu aprender o português e a sua professora o ajudou nos contactos com o Clube de Futebol Os Belenenses, onde recomeçou a correr. Continuou no entanto a competir pelo seu país de origem. Atualmente está contratado pelo Sporting.
Ele depois tomou a decisão de correr por Portugal. A notícia foi dada pela velocista nigeriana Mercy Nku, que, tal como Obikwelu, reside habitualmente em Lisboa. Obikwelu terá decidido correr por Portugal após ter sido abandonado pelos responsáveis desportivos nigerianos na sequência de uma lesão que sofreu ao representar a Nigéria em Sydney. "Ele teve que ir ao Canadá fazer uma operação ao joelho à sua própria custa" declarou ela em Julho de 2000. Obikwelu tornou-se um cidadão português em Outubro de 2001. Foi adoptado em Portugal pelo casal Isabel e Ricardo Ferreira a que chama "os meus pais portugueses".
A 27 de Maio de 2015, foi feito Grande-Oficial da Ordem do Infante D. Henrique.

## 1994
Participou no Campeonato Mundial de Juniores nos 400 metros, chegando às meias-finais da competição.

## 1996
Como júnior, apenas com 17 anos, participou nos Jogos Olímpicos de Atlanta conseguindo chegar às meias-finais na prova de 200 metros.
Participou e triunfou no Campeonato Mundial de Juniores em Sydney. Neste evento competiu nos 100 e 200 metros arrecadando a medalha de ouro em ambas as provas. Venceu a prova de 100 metros com 10.21 segundos e a prova de 200 metros com 20.47 segundos.

## 1997
No Campeonato Mundial de Pista Coberta em Paris participou na prova de 200 metros. Chegou à final e conseguiu a medalha de bronze.
Na época de verão, participou no Campeonato Mundial em Atenas na prova de 100 metros. Neste campeonato apenas consegui chegar às meias-finais, ficando em 6º lugar na série.

## 1998
Na Liga Dourada atingiu o 5.º lugar na prova de 100 metros.

## 1999
Na época de inverno, participou no Campeonato Mundial de Pista Coberta em Maebashi. Participou na prova de 200 metros chegando à final. No entanto, não conseguiu sair medalhado como na edição anterior dos campeonatos, ficando em 4.º lugar.
Na época de verão, participou no Campeonato do Mundo em Sevilha. Neste campeonato mostrou o seu verdadeiro calibre aos 200 metros. Qualificou-se para a final com 19.84 segundos facilitando nas passadas finais, foi a primeira vez que bateu a barreira dos 20 segundos.
No entanto, na final não consegui repetir a proeza, acabando com a medalha de bronze com 20.11 segundos.

## 2000
Nos Jogos Olímpicos de Sydney participou na prova de 200 metros, chegando apenas às meias-finais, não conseguindo repetir o sucesso do ano anterior.

## 2001
Apenas com uma participação internacional, que foi na prova de 200 metros no Grand Prix da IAAF ficando em 3.º lugar.
Foi o ano em que se tornou oficialmente cidadão português.

## 2002
Representou a nação Portuguesa no Campeonato da Europa em Munique. Participou nas provas de 100 e 200 metros. Conseguiu a medalha de prata tanto nos 100 como 200 metros. No entanto, foi-lhe atribuída a medalha de ouro nos 100 metros por desqualificação do vencedor, Dwain Chambers.
Na Taça do Mundo da IAAF conseguiu o 1.º lugar nos 200 metros e o 3.º lugar nos 100 metros em Madrid.

## 2003
Participou no Campeonato do Mundo de Paris nos 200 metros. Não consegui passar das eliminatórias, estando longe da forma do ano anterior.

## 2004
Participou no Campeonato do Mundo de Pista Coberta em Budapeste. Chegou à final e acabou em 6.º lugar com 6.60 segundos. 
Nos Jogos Olímpicos de Atenas participou nos 100 e 200 metros. Na prova de 200 metros conseguiu chegar à final, ficando num honroso 5.º lugar.
No entanto, foi na prova dos 100 metros que efectuou um percurso impressionante na sua carreira.
Apesar de já ter conseguido baixar dos 10 segundos aos 100 metros, pela nação Portuguesa o seu melhor era 10.01 segundos, que também era o Recorde Nacional de Portugal.
Nas eliminatórias dos Jogos Olímpicos de Atenas venceu facilmente com 10.09 segundos. Nos quartos de final, correu na primeira série, executando uma prova espetacular com o tempo de 9.93 segundos batendo o Recorde Nacional. Demonstrando uma facilidade enorme ao baixar a barreira dos 10 segundos. 
Na meia-final, voltou a quebrar a barreira dos 10 segundos com 9.97 segundos ficando em 2.º lugar na sua série.
Na final, já se esperava um Francis Obikwelu ‘lento’ na fase inicial da prova sendo ‘mais forte’ na parte final da prova, arrancou com certa desvantagem em relação aos outros atletas, mas lentamente foi ganhando terreno e cruzou a meta em 2.º lugar com 9.86 segundos. Com este tempo não só bateu o Recorde Nacional estabelecido nos quartos de final, como também bateu o Recorde da Europa. Até à data, esta final tinha sido a mais rápida de todos os tempos onde os 4 primeiros baixaram todos dos 9.90 segundos. O Francis Obikwelu ficou atrás de Justin Gatlin (9.85 segundos) e à frente de Maurice Greene (9.87 segundos).
O seu desempenho nos Jogos Olímpicos de Atenas valeu-lhe a Medalha Olímpica Nobre Guedes.

## 2005
No Campeonato do Mundo de Helsínquia participou na prova dos 100 metros. Nas eliminatórias e nos quartos de final venceu ambas as séries. No entanto, executou a meia-final com alguma dificuldade ficando em 4.º lugar. Apenas passavam à final os 4º primeiros de cada série. Na final, acabou por ficar em 4.º lugar apenas a 2 centésimos da medalha de bronze.

## 2006
Foi um ano marcado pelo Campeonato Europeu de Gotemburgo. Dois meses antes do grande Campeonato Europeu, Francis Obikwelu num Meeting em Zaragoza, participou numa prova de 100 metros onde parou o relógio em 9.84 segundos. No entanto, não contou como recorde pessoal uma vez que o vento estava acima do limite legal.
Participou nos 100 e 200 metros e arrecadou ambas as medalhas de ouro. Na final de 200 metros conseguiu fazer 20.01 segundos, estabelecendo novo Recorde Nacional.
Na final dos 100 metros, o público português já esperava um arranque ‘lento’ por parte do Francis Obikwelu, o que não era de alarmar. Assim foi, arrancou ‘lento’ e terminou ‘forte’ com 9.99 segundos, quebrando mais uma vez a barreira dos 10 segundos e estabelecendo novo recorde dos Campeonatos da Europa.

## 2007
Participou no Campeonato do Mundo de Osaka, no Japão, nos 100 e 200 metros. 
Nos 100 metros nem sequer começou, devido a uma falsa partida, onde Francis Obikwelu foi desqualificado.
Nos 200 metros conseguiu chegar às meias-finais acabando em 5.º lugar.

## 2008
Voltou aos 60 metros no Campeonato do Mundo de Pista Coberta de Valência. Conseguiu chegar às meias-finais.
Foi o ano dos 3ºs Jogos Olímpicos de Francis Obikwelu. Foi a Pequim confiante de bons resultados. No entanto, apenas conseguiu chegar às meias-finais na prova de 100 metros. Infelizmente, no fim da sua estadia em Pequim mostrou a sua desilusão e tristeza ao não conseguir honrar a Nação Portuguesa como havia feito nos Jogos Olímpicos de Atenas, anunciou a sua reforma do desporto aos 29 anos. Em entrevista, chegou mesmo a pedir desculpa ao público português por não ter conseguido melhor desempenho.

## 2009
Apesar de ter anunciado a reforma em 2008, continuava por cumprir o contrato com o Sporting, o seu clube de atletismo.
No entanto, apesar de já não treinar com a mesma intensidade e frequência, conseguiu supreender na época de verão.
Representou Portugal no Campeonato da Europa de Equipas na prova de 100 metros, ficando em 2.º lugar na geral com 10.20 segundos apenas atrás do britânico Dwain Chambers.
Participou em alguns Meetings em Espanha com o compatriota e colega de equipa, Arnaldo Abrantes. No Meeting de Salamanca ficou em primeiro lugar nos 100 metros com 10.10 segundos. Esta foi a sua melhor marca da época.
No Campeonato de Portugal sagrou-se campeão com a marca de 10.06 segundos. No entanto, o vento encontrava-se acima do limite legal.
Apesar de ter anunciado a reforma, Francis Obikwelu continuou a demonstrar muito boa forma. Começou a pensar na possibilidade de competir no Campeonato Europeu de Barcelona (2010).
Competiu nos Jogos da Lusofonia de 2009 em Lisboa nos 100 metros arrecadando a medalha de ouro.

## 2010
Na época de verão, Francis Obikwelu continuava ‘reformado’ não treinando regularmente como no auge da sua carreira. 
Iniciou a sua época de forma invulgar, numa corrida de exibição de 150 metros em Manchester. Nesta prova ficou em 2.º lugar com 15.34 segundos, apenas a 4 centésimos do medalhado de ouro dos Jogos Olímpicos de Atenas, Shawn Crawford.
Efectuou poucas provas de 100 metros, mas não conseguindo efectuar marca de mérito mundial.
No Campeonato Europeu de Barcelona apareceu um Francis Obikwelu muito confiante a dominar a eliminatória. Confrontado de imediato com jornalistas acerca de hipótese de medalha, sendo o Campeão Europeu em título (Gotemburgo 2006), Francis apenas respondeu "Apenas estou aqui para me divertir, mais nada!".
Apurou-se para a final, não havendo marcas de grande mérito por parte de nenhum dos atletas participantes devido ao constante ventro contra durante as competições.
Numa final renhida, Francis Obikwelu terminou em 4.º lugar. No entanto, houve muita expectativa de medalha de prata ou bronze. O vencedor tinha sido claramente o jovem francês Christophe Lemaitre com 10.11 segundos. Os 2º e 3º lugares tiveram de ser decididos por photofinish, uma vez que o 2.º, 3.º, 4.º e 5.º classificados tinham feito 10.18 segundos.
Em 2.º lugar ficou o britânico Mark Lewis-Francis com 10.172, em 3.º lugar ficou o francês Martial Mbandjock com 10.173 e Francis Obikwelu em 4.º lugar apenas a 1 milésimo da medalha de bronze com 10.174.
Foi feito um recurso pela Federação de Atletismo Portuguesa para a revisão do resultado, no entanto o pedido foi indeferido.
Apesar de tudo, Francis Obikwelu não se mostrou desiludido, pelo contrário, mostrou-se bastante feliz pelo seu desempenho.
No final do Campeonato Europeu de Barcelona, Francis participou na estafeta de 4x100 metros. A equipa portuguesa apurou-se para a final, acabando a prova em 6.º lugar com 38.88 segundos. Foi a primeira vez que a estafeta portuguesa baixou dos 39 segundos, constituindo assim novo Recorde Nacional. Foi na companhia dos compatriotas Arnaldo Abrantes, Ricardo Monteiro e João Ferreira que estabeleceu novo Recorde Nacional.

## 2011
Os objectivos do atleta subiram consideravelmente ao afirmar que queria competir pela última vez nos Jogos Olímpicos de Londres 2012. 
Estando já há alguns anos afastado da Pista Coberta decidiu competir no Campeonato Europeu de Pista Coberta em Paris na prova de 60 metros. 
O público português já conhece o Francis Obikwelu há muitos anos, não tendo assim expectativas de medalha devido ao seu arranque ‘lento’.
Competiu apenas em provas no território nacional, onde a melhor marca realizada foi de 6.68 segundos. Partiu para Paris, onde o verdadeiro duelo para a medalha de ouro iria ser entre o campeão do mundo (60 metros) Dwain Chambers e o campeão da Europa Christophe Lemaitre (100 metros).
Na eliminatória, Francis Obikwelu bateu de imediato a sua melhor marca da época com 6.61 segundos, dominando a sua série. 
Na meia-final, Francis Obikwelu demonstrou a sua verdadeira forma. Com um arranque espetacular, onde não se parecia absolutamente nada com o antigo Obikwelu, devastou a concorrência terminando praticamente a caminhar com 6.61 segundos sem ter necessidade de chegar ao colchão onde normalmente os atletas de 60 metros e 60 metros barreiras embatem para não saírem da pista. Esta meia-final, colocou de imediato Francis Obikwelu entre o duelo de Dwain Chambers e Christophe Lemaitre.
Na final, Francis Obikwelu ‘lento’ no arranque, já não existia, saiu dos blocos e foi até ao fim acompanhando o campeão do mundo Dwain Chambers. Apenas se sabia que o vencedor tinha parado o relógio em 6.53 segundos, mas entre Obikwelu e Chambers não se sabia qual o vencedor. Passado uns segundos ficou a saber-se que Francis Obikwelu era o novo Campeão Europeu de 60 metros, novo líder europeu do ano e bateu também o próprio Recorde Nacional que era 6.54 segundos desde 2005. Dwain Chambers ficou em 2.º lugar com 6.54 e Christophe Lemaitre ficou em 3.º lugar com 6.58 segundos.
Após a prova, em entrevista Francis Obikwelu voltou a realçar que apenas corre para se divertir e explicou que o seu sucesso se deveu ao seu treinador, João Ganço, que nos treinos o pôs a fazer saltos para melhorar a força.
Após este desempenho de Francis Obikwelu, a Associação Europeia de Atletismo nomeou-o como candidato a Melhor Atleta Europeu do mês de Fevereiro.
É de realçar que tanto Francis Obikwelu como Dwain Chambers, eram os atletas mais velhos da final com 32 anos. Em entrevista, Dwain Chambers chegou a afirmar "Hoje, os homens velhos provaram que ainda sabem correr".
Francis Obikwelu iniciou a época de ar livre na prova dos 100 metros no Meeting de Guadalupe, abrindo assim a época com 10.30 segundos.
No início de Junho, Francis participou na prova dos 100 metros no Meeting de Rabat, um Meeting que faz parte do circuito da IAAF World Challenge. Nesta prova ficou em 2.º lugar com 10.31 segundos (vento: -0.5 m/s), ficando apenas a 1 centésimo do seu melhor da época.
A 12 de Junho, Francis Obikwelu participou no Meeting de Cracóvia na Polónia. Na eliminatória bateu a sua melhor marca da época com 10.24 segundos. Na final dos 100 metros conseguiu melhorar um pouco mais o seu melhor da época com 10.18 segundos (vento: +1.2 m/s), efectuando mínimos A para os Campeonato Mundial de Atletismo de 2011 em Daegu.
A 6 de Julho de 2012, Obikwelu anunciou oficialmente a sua não-participação nos Jogos Olímpicos de Londres em 2012, devido a uma lesão contraída durante o Campeonato Nacional de Clubes de Atletismo.

## Recordes pessoais (como português)
- 100 metros: 9,86 (Atenas - 2004) (Recorde nacional e recorde da Europa)
- 200 metros: 20,01 (Gotemburgo - 2006) (Recorde nacional) (*)
- 4 x 100 metros: 38,88 (Barcelona - 2010) (Recorde nacional)

(*) Nos 200 metros tem de recorde pessoal a marca de 19,84 feita em Sevilha em 1999 como nigeriano.

### Provas não olímpicas
- 60 metros: 6,53 (Paris - 2011) (Recorde Nacional)
- 150 metros (recta): 15,34 (Manchester - 2010)
- Golden Boy (sem tempo) - 14 de Junho de 2012.

## Campeonatos Nacionais
- 5 Campeonatos Nacionais 100 metros (2004 - 2006, 2009 - 2010)
- 3 Campeonatos Nacionais 200 metros (2002 - 2003, 2007)

## Jogos Olímpicos
- (2004 - Atenas) 100 metros (Medalha de prata) (9,86) (Recorde da Europa)
- (2004 - Atenas) 200 metros (5.º Lugar) (20,14)
- (2008 - Pequim) 100 metros (Meias Finais)

## Campeonatos do Mundo
- (1997 - Atenas) 100 metros (Meias Finais) (pela Nigéria )
- (1999 - Sevilha) 200 metros (Medalha de bronze) (pela Nigéria )
- (2005 - Helsínquia) 100 metros (4.º Lugar) (10,14)

## Campeonatos da Europa
- (2002 - Munique) 100 metros (Medalha de ouro) (2º em pista; em 2006 foi-lhe atribuído o 1.º lugar por desclassificação de Dwain Chambers)
- (2002 - Munique) 200 metros (Medalha de prata)
- (2006 - Gotemburgo) 100 metros (Medalha de ouro) (9,99)
- (2006 - Gotemburgo) 200 metros (Medalha de ouro) (20,01)
- (2010 - Barcelona) 100 metros (4.º Lugar) (10,17)
- (2010 - Barcelona) 4x100 metros (6.º Lugar) (38,88) (Recorde nacional)

## Campeonatos da Europa de Pista Coberta
- (2011 - Paris) 60 metros (Medalha de ouro) (6,53) (Recorde Nacional)

## Campeonatos do Mundo de Pista Coberta
- (1997 - Paris) 200 metros (Medalha de bronze) (pela Nigéria )
- (1999 - Maebashi) 200 metros (4.º Lugar) (pela Nigéria )
- (2004 - Budapeste 60 metros (6.º Lugar) (6,60)
- (2008 - Valência) 60 metros (Meias Finais)

## Campeonatos do Mundo de Juniores (como nigeriano)
- (1994 - Lisboa) 400 metros (Meias Finais)
- (1996 - Sydney) 100 metros (Medalha de ouro)
- (1996 - Sydney) 200 metros (Medalha de ouro)

## Prémios de Carreira
- Atleta Europeu do Ano 2006
- Grande-Oficial da Ordem do Infante D. Henrique (2015)[1]

## Vitórias em Meetings Internacionais

### Liga Dourada
- 2000 3º 100m Roma, ITA 10,00s
- 2002 2º 100m Bruxelas, BEL 10,01s
- 2002 3º 200m Bruxelas, BEL 20,22s
- 2001 1º 100m Berlim, GER 9,98s
- 2004 1º 100m Saint-Denis, FRA 10,06s
- 2004 1º 200m Saint-Denis, FRA 20,12s
- 2004 3º 200m Zurique, SUI 20,36s
- 2004 3º 200m Bergen, NOR 20,46s

### Grande Prémio
- 2001 3º 200m Atenas, GRE 20,59s
- 2001 3º 200m Nice, FRA 20,41s
- 2002 1º 100m Lausanne, SUI 10,09s

### Grande Prémio Final
- 2001 3º 200m Melbourne, AUS 20,52s
- 2002 5º 100m Saint-Denis, FRA 10,03s

### Super Grande Prémio
- 2003 2º 200m Madrid, ESP 20,59s
- 2004 1º 200m Madrid, ESP 20,29s
- 2004 2º 100m Lausanne, SUI 10,02s